# A Falkland-szigetek argentin inváziója
1982. április 2-án az argentin fegyveres erők összhaderőnemi művelet keretében partra szálltak a Falkland-szigeteken. Az invázióval megkezdődött a 74 napig tartó Falkland-szigeteki háború. A szembenálló brit erők rövid ellenállás után megadták magukat és a szigetek (ideiglenesen) argentin fennhatóság alá kerültek.
A művelet argentin kódneve eredetileg az Azul (Kék) volt a tervezés során, végül Rosario-műveletnek nevezték el. A Falkland-szigetek elfoglalása során az argentin erők vesztesége 1 halott és 3 sebesült volt, a brit erők nem szenvedtek veszteséget.

## A védelem
Rex Huntot, a Falkland-szigetek kormányzóját egy lehetséges argentin invázióról 1982. április 1-jén értesítette telexen a Külügyi és Nemzetközösségi Minisztérium.
"Kétségtelenül megbízható bizonyítékkal rendelkezünk, hogy egy argentin harccsoport szállhat partra Stanleynél holnap reggel."
A szigeten tartózkodó két tengerészgyalogos őrnagy közül a rangidős, Mike Norman lett a brit erők parancsnoka, míg Gary Nott a kormányzó katonai tanácsadójaként működött. A hivatásos brit erők összlétszáma 68 tengerészgyalogos és 11 tengerész volt, a megszokott létszám duplája, mivel éppen váltási időszak volt, így a leváltandó és váltó katonák is a Moody Brook laktanyában tartózkodtak. (Más források szerint a szigeteken 89 tengerészgyalogos tartózkodott ekkor.)
A tengerészgyalogosok létszáma 57 főre csökkent, amikor az HMS Endurance antarktiszi járőrhajó Déli-Georgia szigetére indult kivizsgálni az ott történt argentin incidenst (egy ócskavaskereskedő-csoport március 19-én felvonta az argentin zászlót).
A Falkland-szigeteki Védelmi Erő (Falkland Islands Defence Force) 25 önkéntese vett részt a védelem kialakításában. Egy helybéli lakos, Graham Bound szerint, aki végig a szigeten tartózkodott az invázió és megszállás alatt, körülbelül 40 fő jelentkezett szolgálatra. Az önkéntesek parancsnoka, Phil Summers őrnagy kulcsfontosságú pontok védelmére rendelte ki őket, mint a telefonközpont, a rádióállomás és az erőmű. Jack Sollis, a Forrest hajó kapitánya rögtönzött radarállomásként működtette a hajóját. Két másik civil, Jim Alister, aki korábban a Királyi Tengerészgyalogságnál szolgált és a kanadai állampolgár Bill Curtiss is szolgálatra jelentkezett a kormányzónál.

## A Rosario hadművelet
Az argentin kétéltű művelet 1982. április 1-jén, késő este kezdődött, amikor az ARA Santísima Trinidad romboló kirakta az argentin haditengerészet különleges erőinek katonáit Stanley-től délre. Az argentin főerő partraszállása néhány órával későbbre volt tervezve, az ARA Cabo San Antonio partraszállító hajóról a repülőtér közelében. A partraszállás helyét az ARA Santa Fe tengeralattjáróról induló búvárok jelölték ki.
A tervek szerint a Rosario hadművelet első lépése Port William felderítése volt. Az ARA Santa Fe tengeralattjáróról indulva Alfredo Cufré százados vezetésével egy 14 fős harci búvár csoport szállt volna partra Cape Pembroke közelében.
A felderítés megkezdése után az ARA Santa Fe tengeralattjáró március 31-én periszkópon keresztül észlelte, hogy a Forrest halászhajó 22:00-kor elhagyja Port Stanley-t, ekkor a város még teljesen hétköznapinak tűnt. Másnap az ARA Santa Fe értesült arról, hogy a Falkland-szigetek vezetése tud az argentin invázióról (ekkorra a várost is elsötétítették), így változtattak a terven. Cape Pembroke helyett a harci búvárok kijelölt partszakasza Menguera Point közelébe került, a Kidney Island-től délre. Cufré százados szerint a műveletet azért kellett elhalasztani egy nappal, mert a főerőket szállító hajó késett a rossz idő miatt.
A harci búvárok április 1-én, 01 óra 40 perckor hagyták el a tengeralattjárót, majd Menguera Point-tól Zodiac csónakokkal indultak tovább a Yorke-öböl felé, amit április 2-án, 04 óra 30 perckor értek el. Miután kijelölték a főerőnek a partraszállás helyét, ellenállás nélkül elfoglalták a kifutópályát és a világítótornyot. Argentin források szerint néhány hadifoglyot is ejtettek. A brit megadás után ennek a csoportnak volt a feladata összegyűjteni és őrizetbe venni a brit tengerészgyalogosokat.

### Támadás a Moody Brook laktanya ellen
1982. április 1. éjjel az ARA Santísima Trinidad romboló 500 méterre a parttól, Mullet Creek-nél 21 Gemini csónakot engedett le, rajtuk 84 különleges műveleti katonát Guillermo Sánchez-Sabarots korvettkapitány parancsnoksága alatt az 1. kétéltű kommandó csoportból és egy 16 fős csoportot Pedro Giachino korvettkapitány parancsnoksága alatt (aki az 1. tengerészgyalogos zászlóalj parancsnokhelyettese volt). Ez utóbbi csoportnak volt a feladata a kormányzói épület elfoglalása. Jorge Allara ellentengernagy az ARA Santisima Trinidad fedélzetéről rádión békés megadásra szólította fel Rex Huntot, aki az ajánlatot elutasította.
A Giachino vezette csoportnak 4 kilométert kellett megtennie északi irányba. A főerő célpontja, a Moody Brook laktanya 10 kilométerre volt és nehéz terepen vezetett az út. Sánchez-Sabarots korvettkapitány így írta le az éjszakai menetet:
"Kellemes éjszaka volt, a felhők legtöbbször eltakarták a holdat. Nehéz és izzasztó menet volt a nagy málhák miatt. Végül három csoportra szakadtunk. Csak egy éjjellátónk volt, ezt Arias hadnagy, az élen haladó katona használta. Az egyik csoport elszakadt tőlünk, amikor egy utat kellett kereszteznünk és egy jármű jött rajta. Úgy gondoltuk, hogy egy katonai járőr. A másik csoport is elvesztette az összeköttetést, a harmadik csoport elszakadása a túl gyors tempó miatt történt. Emiatt a helyettesem, Bardi hadnagy elesett és hajszálrepedést szenvedett a bokájában, így hátra kellett hagynunk egy másik emberrel, aki segített neki. Reggel 05:30-ra érkeztünk Moody Brook-hoz, éppen a tervezett időn belül, de így már nem volt idő az egyórás felderítésre, amiben reménykedtünk."
Az argentin főerő azt feltételezte, hogy a Moody Brook laktanyában a brit tengerészgyalogosok épp alszanak. A laktanya csendes volt, csak a parancsnok irodájában látszott fény. Őröket nem láttak. Sánchez-Sabarots korvettkapitány nem hallott a kormányzói épület felől csatazajt és a távoli partraszálló zónákból sem, mindemellett parancsot adott a támadásra. Így emlékszik vissza a történtekre:
"Még mindig teljesen sötét volt. Könnygázt terveztünk használni, hogy a briteket az épületeken kívülre kényszerítsük és elfogjuk őket. A parancsaink szerint amennyire csak lehetséges volt, kerülni kellett a veszteségokozást. Ez volt karrierem legnehezebb feladata. A kommandó csapataink kiképzése arról szólt, hogy agresszívan harcoljunk és maximális veszteségeket okozzunk az ellenségnek. Géppuskaállásokkal vettük körbe a laktanyát és csak egyetlen menekülési útvonalat hagytunk szabadon, ami a Stanley kikötő északi félszigete felé vezetett. Bárki, akinek sikerült volna elszöknie, így nem lett volna képes elérni a várost és megerősíteni az ottani brit csapatokat. Ezután minden épületbe könnygáz-gránátokat dobtunk. Semmi reakció: az épületek üresek voltak."
A gránátok robbanásának zaja ráébresztette Norman őrnagyot, hogy az argentin erők már a szigeten vannak, ezért a kormányzói épületbe ment. Miután észrevette, hogy a támadás zaja Moody Brook felől jön, minden alegységét visszavonta a kormányzói épülethez, hogy egy helyre összpontosítsa a védelmet.
Annak ellenére, hogy a támadásnak nem volt brit szemtanúja, a brit leírások a Moody Brook laktanya állapotáról ellentmondanak a történtek argentin változatának. A brit megadás után a tengerészgyalogosok visszamehettek a laktanyába, hogy a személyes tárgyaikat magukhoz vehessék. Norman őrnagy szerint a falakon géppuska-tűz  és fehérfoszforos kézigránátok nyomai látszottak – "mint egy klasszikus épület-megtisztítási művelet". Az argentin források továbbra is azt állítják, hogy a laktanya 1982. június 12-én semmisült meg egy brit légitámadásban, ahol három argentin sorállományú elesett és José Rodolfo Banetta őrnagy megsebesült.

### Partraszállás a Yorke-öbölben
Stanley keleti oldalán nagyobb szabású műveletek zajlottak. Az ARA Cabo San Antonio partraszállító hajó fedélzetéről indulva az 1. kétéltű harcjárműves zászlóalj (parancsnok: Guillermo Cazzaniga korvettkapitány) húsz amerikai gyártmányú Amtrac és LVTP–7A1 kétéltű lánctalpas páncélozott csapatszállító járművén a 2. tengerészgyalogos zászlóalj D és E százada partraszállt a Yorke-öbölben. A műveletnek szemtanúja volt egy rajnyi brit tengerészgyalogos Bill Trollope hadnagy vezetésével.
A harcjárműves oszlop a Repülőtéri úton érkezett be Stanley-be, az előőrsöt három Amtrac jármű képezte (05., 07. és 19. számú), amelyeket az Ionoszféra Kutató Intézet közelében 7 óra 15 perckor egy raj brit tengerészgyalogos megtámadott páncéltörő fegyverekkel és géppuskákkal. A következők Hugo Santillán korvettkapitány hivatalos jelentéséből származnak:
"A Stanley-be vezető út utolsó szakaszán jártunk. 500 méteres távolságból, három fehér ház egyikéből egy géppuska tüzet nyitott és eltalálta a jobb oldali Amtrac-ot. A géppuska-tűz nagyon pontos volt. Ezután néhány páncéltörő rakéta kilövésének zaja hallatszott, de a lövések pontatlanok voltak, a rakéták tőlünk messze csapódtak be. Követtük a hatályos műveleti utasításokat és kitérő manőverbe kezdtünk. A jobb oldali Amtrac viszonozta a tüzet és egy kisebb mélyedésben keresett fedezéket. Ahogy kikerült a közvetlen veszélyből, parancsot adtam mindhárom járműnek a deszant kiszállására. Ezután parancsot adtam az egyik járműnek, hogy kumulatív gránátot lőjön annak a háznak a tetőgerincébe, amelyikből a géppuska tüzelt, hogy hangos legyen a becsapódás, de ne működjön el a gránát. Még mindig azt a parancsot követtük, hogy lehetőség szerint ne okozzunk veszteséget a briteknek. Az első lövés körülbelül 100 méterrel rövid volt, a második eltalálta a tetőt. A britek ekkor egy lila füstgránátot dobtak, gondolom ez volt a jelük a visszavonulásra. A tüzelés megszűnt, így Wienstabl fregattkapitány parancsára a két század elkezdte megkerülni a házakat. Az egyik házból néhány lövész tüzet nyitott, ez elég kényelmetlen volt. Nem tudtam meghatározni a helyzetüket, de egy másik Amtrac igen és engedélyt kért tüzet nyitni az aknavetőjével. Engedélyeztem, de csak három gránátot és csak a háztetőkre célozva. Két gránát rövid volt, a harmadik pontosan a tető közepébe csapódott, hihetetlen volt. A brit tüzelés ekkor abbamaradt."
Az Amtrac-ról, amely a kis mélyedésben keresett fedezéket, kiszálltak az argentin tengerészgyalogosok. Ezért a britek úgy gondolták, hogy Mark Gibbs közvetlen találatot ért el a deszanttéren egy páncéltörő rakétával. Bill Trollope hadnagy így írta le a harcot:
"Hat páncélozott csapatszállító harcjármű nyomult előre alacsony sebességgel a Repülőtéri úton. Az első harcjárművet úgy 200-250 méteres távolságon támadtuk meg. Az első három rakéta (két 84 mm-es és egy 66 mm-es) nem talált. Ezután Gibbs tengerészgyalogos egy 66 mm-es rakétával eltalálta a deszantteret, Brown és Betts tengerészgyalogosok pedig egy 84 mm-es rakétával a frontpáncélt. Mind a két rakéta felrobbant, a harcjármű nem nyitott tüzet. A másik öt harcjárműból, körülbelül 600-700 méter távolságra kiszállt a deszantszemélyzet és tüzet nyitottak. Mi gépkarabélyokkal, géppuskákkal válaszoltunk és Shepherd őrmester egy mesterlövész puskával lőtt rájuk körülbelül egy percig, aztán eldobtunk egy fehérfoszfor kézigránátot és egymást biztosítva visszamozogtunk a kertek fedezékébe. Elég erős tüzet kaptunk, de legnagyobbrészt pontatlan volt."
Trollope hadnagy vezetésével a raj a Davis út mentén vonult vissza, a házak mögött, miközben az argentin tengerészgyalogosok üldözték őket. Amikor nyilvánvalóvá vált, hogy a britek nem képesek elérni a kormányzói épületet, védekező állást foglaltak és folytatták a tüzelést az útra.

### A kormányzói épület ostroma
Pedro Giachino korvettkapitány a kormányzói épülettől délre, egy kis dombon szembesült a fontos célobjektum elfoglalásának nehézségeivel, rádióösszeköttetés nélkül, mindössze 16 katonával. Három részre osztotta a csoportját, egyet-egyet az épület oldalába, egyet pedig mögé irányítva. Ekkor még nem tudta, hogy a kormányzói épület a brit védelem fő támpontja, ahol a védők 2:1 arányú létszámfölényben vannak a támadókkal szemben.
Az első támadást az argentinok 06:30-kor indították, nagyjából egy órával a Yorke-öbölbeli partraszállás előtt. Ekkor az egyik csoport, Gustavo Lugo hadnagy vezetésével tűzharcba került a házból tüzelő britekkel. Ugyanekkor Giachino korvettkapitány négy katonát vezetve a személyzet lakrészébe jutott be, amiről azt hitte, hogy a kormányzói rezidencia hátsó bejárata. Sellen és Fleet tizedes valamint Dorey tengerészgyalogos, akik ezt a lakrészt biztosították, visszaverték az első támadást. Giachino-t azonnal eltalálták, ahogy belépett az ajtón, Diego Garcia Quiroga hadnagyot pedig a karján érte lövés. A másik három argentin támadó visszavonult a szobalányok szálláshelyére.
Giachino nagyon súlyosan megsérült. Egy argentin szanitéc, Ernesto Urbina tizedes megpróbált eljutni hozzá, hogy ellássa, de megsérült egy gránátrobbanásban. Giachino, látva, hogy mi történt, kihúzta egy kézigránát biztosítóját és azzal fenyegetőzött, hogy felrobbantja. A britek megpróbálták rávenni, hogy szabaduljon meg a gránáttól és ebben az esetben el tudják látni, de Giachino visszautasította az ajánlatot és megakadályozta, hogy elérjenek hozzá. Körülbelül három órával ezután, a brit megadást követően Giachino-t a Stanley-i kórházba szállították, de belehalt a vérveszteségbe.

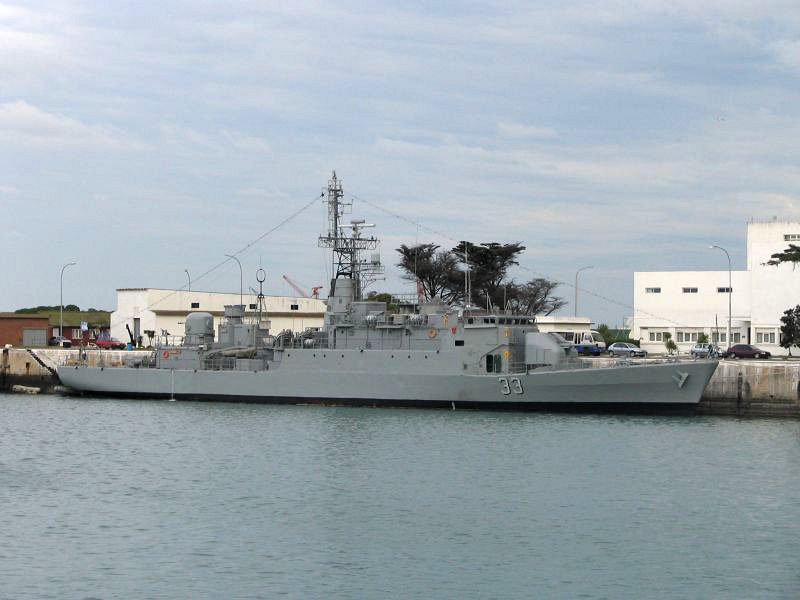
Az ARA Granville argentin korvett

A kormányzó irodájában Norman őrnagy rádión jelentést kapott York tizedes tűzcsoportjától, akik a Camber-félszigeten helyezkedtek el, ahonnan láthattak volna bármilyen argentin hadihajót, amely befut a Stanley-öbölbe. York tizedes jelentette, hogy három lehetséges célpontot lát és megkérdezte, melyiket támadja elsőként. Norman őrnagy visszakérdezett, hogy mik a célpontok. Az egyes számú célpont egy anyahajó, a kettes egy cirkáló – jelentette a tizedes, majd az összeköttetés megszakadt.
York tizedes úgy döntött, hogy visszavonja a tűzcsoportját, és miután meglepő aknát kötöttek a Carl Gustav páncéltörő gránátvetőjükhöz, egy Gemini csónakkal észak felé eveztek Port William-en keresztül. Ekkor York tizedes elmondása szerint egy argentin romboló kezdte üldözni őket (argentin források szerint ez az ARA Granville korvett volt). A brit csoport egy lehorgonyzott lengyel halászhajó árnyékába menekült, majd az első adandó alkalmat türelmesen kivárva kieveztek a partra.
A kormányzói épületnél az argentinok nyomása nem csökkent. Néhány jel arra utal, hogy kábítógránátokat is használtak, a tüzelőállások folyamatos váltogatása miatt a bent védekező brit tengerészgyalogosok azt hitték, hogy legalább egy századerejű ellenséggel, sokszoros túlerővel állnak szemben. Valójában miután Giachino csoportjának nem sikerült betörnie a főépületbe, a briteket csupán egy tucat elitkatona vette körbe Lugo hadnagy, Giachino helyettese vezetésével. A brit Land Rovereket súlyosan megrongálta az argentin tűz. Hunt kormányzó felhívta telefonon Patrick Watts-ot a Radio Stanley stúdiójában és azt mondta, hogy egy megerősített századnak megfelelő ellenséges erő tartja ostrom alatt a rezidenciát:
"Kitartunk itt, de helyhez vagyunk kötve. Nem tudunk mozogni. (...) Legalább kétszázan vannak most körülöttünk. Gránátokat dobnak ránk, talán aknavetőik is vannak, nem tudom. Nagyon gyorsan jöttek és nagyon közel, aztán visszavonultak. Talán a harcjárműveket várják, azt gondolják, hogy úgy kevesebb lesz a veszteségük."
Geordie Gill tizedes és Terry Pares tizedes (akik egy mesterlövész párost alkottak) azt állították, hogy számos argentin katonát, akik a kormányzói épület feletti hegyoldalon szóródtak szét, mellkason vagy fejen találtak:
"Sok argentint láttunk, ahogy feltűntek a hegyoldalban és jó néhányt sikerült célba is vennem, biztos vagyok benne, hogy kiszálltak a játékból. Először úgy becsültük, hogy ötöt megöltünk és tizenhetet megsebesítettünk, de csak azokat számoltuk, akiket láttunk elesni előttünk."
Norman őrnagy becslése szerint Pares és Gills tizedesek öt argentin katonát öltek meg vagy sebesítettek meg:
"Pares és Gills tizedesek kiváló munkát végeztek. Gill a puska távcsövén keresztül azonosította az ellenség helyzetét, Pares gyorsan leadott tíz lövést arra a pozícióra, és ahogy az argentinok megmozdultak, Giles tüzelt rájuk a mesterlövész puskával. Négyet vagy ötöt lőttek le ezzel a módszerrel és közben nekünk folyamatosan kommentálták az eseményeket."

### A brit megadás
Rex Hunt kormányzó 8 óra körül döntött úgy, hogy tárgyalásokat kezdeményez az argentin parancsnoksággal. Az összekötő Hector Gilobert, az argentin légitársaság, a LADE helyi képviselője volt. Gilobert és a kormányzó helyettese egy fehér zászlóval az argentin parancsnokságra mentek. Ekkor egy de facto tűzszünet vette kezdetét, amit alkalmanként kézifegyverek tüze szakított meg.
A kormányzó követei az argentin vezetési pontot Stanley-ben, a városházán találták meg. Az argentin parancsnok elfogadta a tárgyalási ajánlatot a viharvert kormányzói hivatalban.
Mialatt a tárgyalások folytak, a kormányzói épületben egy másik incidens történt. A három argentin, akik Giachino csoportjával jutottak be az épületbe, véletlenül felhívták magukra Nott őrnagy figyelmét, ahogy megpróbálták elhagyni a rejtekhelyüket. Nott őrnagy a géppisztolyával a szobalányok szállásának mennyezetébe lőtt. A brit beszámolók szerint a megdöbbent argentinok lebucskáztak a lépcsőn és letették a fegyvereiket. Noha Hunt kormányzó már a megadás feltételeiről tárgyalt, ők lettek az első argentin hadifoglyok a háborúban.
Alfredo Cufré százados, az argentinok elöljárója szerint (aki ekkor a repülőtéren tartózkodott), a három argentin a brit megadásig tartotta a pozícióját.
Carlos Busser admirális, a Rosario hadművelet parancsnoka azt állítja, hogy a tűzszünet már érvényben volt, amikor a három argentin – tekintettel arra, hogy a harc vége közel volt és bármilyen emberáldozat hiábavaló volna – letette a fegyvert a britek előtt és segített ellátni a sebesülteket. Pár perccel az esemény után a britek megadták magukat.
Eközben a korábban a Trollope hadnagy raja által megtámadott Amtrac harcjárművek megkerülték a kormányzói épületet és a Moody Brook laktanya felé haladtak, hogy felvegyék a kapcsolatot Sánchez-Sabarots korvettkapitány különítményével. Az argentin erő ekkor már a kormányzati épület felé haladt, hogy megerősítse az ott harcolókat, ezalatt hadifoglyokat is ejtettek.
Norman őrnagy korábban azt javasolta Hunt kormányzónak, hogy a tengerészgyalogosok és a kormányzó törjenek ki a lakatlan területek felé és máshol működtessék a brit helyi kormányzatot, de amint végül találkozott Busser admirálissal, a művelet argentin parancsnokával, egyetértett abban, hogy az elsöprő túlerővel szembenálló brit katonák letegyék a fegyvert 9 óra 30 perckor. Hunt kormányzó később Londonban azt állította, hogy a védekező brit csapatok 6000 lőszert lőttek el.
A megadást követően a brit tengerészgyalogosokat és a helyi önkénteseket egy futballpályára gyűjtötték össze. Itt fényképek és videófelvételek készültek a hason fekvő brit katonákról. Ennek valószínűleg az volt a célja, hogy bizonyítsa, a britek nem szenvedtek veszteséget a művelet során, de más hatása lett: a képek felháborították a brit közvéleményt és növelték az invázió elutasítottságát.
Lou Armour tizedes, aki a kormányzói épületnél esett fogságba, később a következőket mondta el az eseményről:
"A kormányzói épület kertjében három halott [argentin] katona feküdt. Arra gondoltunk: vajon milyen lesz az [argentin] hangulat, ha növekszik az ellenállás? Amikor arccal lefelé feküdtünk a földön, kicsit megalázónak éreztem a helyzetet, de aggódtam is azon, mi következhet. Aztán egy argentin tiszt jött arra, megütötte az egyik őrt és azt mondta nekünk, hogy álljunk fel. Felálltunk, kezet fogott velem és még néhányunkkal és azt mondta, hogy nem kell feküdnünk, büszkék lehetünk arra, amit tettünk."
Nem sokkal ezután a brit tengerészgyalogosokat egy C-130 Hercules repülőgéppel Comodoro Rivadavia városába szállították, majd onnan egy másik géppel Montevideóba (ahonnan visszatérhettek az Egyesült Királyságba). A falklandi önkéntesek fegyvereit elkobozták, majd visszatérhettek otthonaikba.
York tizedes tűzcsoportja maradt a legtovább a Falkland-szigeteken. Április 4-én egy elhagyott pásztorkunyhóban húzták meg magukat. Nem volt rádiójuk és a további bujkálás értelmetlenségét belátva úgy döntöttek, hogy megadják magukat. Miután tönkretették és elásták a fegyvereiket, egy helyi lakos rádióját használva megadták a helyzetüket az argentin csapatoknak.
Buenos Airesben, a Plaza de Mayo-n hatalmas ünneplő tömeg fogadta argentin zászlókat lobogtatva a szigetek elfoglalásának hírét. Az argentin veszteség a művelet alatt egy halott és három sebesült volt. Londonban, ahol a részletes híreket argentin forrásokból tudták meg, a kormányzatot sokkolták a történtek. A külügyminiszter, Lord Carrington lemondott.

## A Rosario-hadművelet időrendje

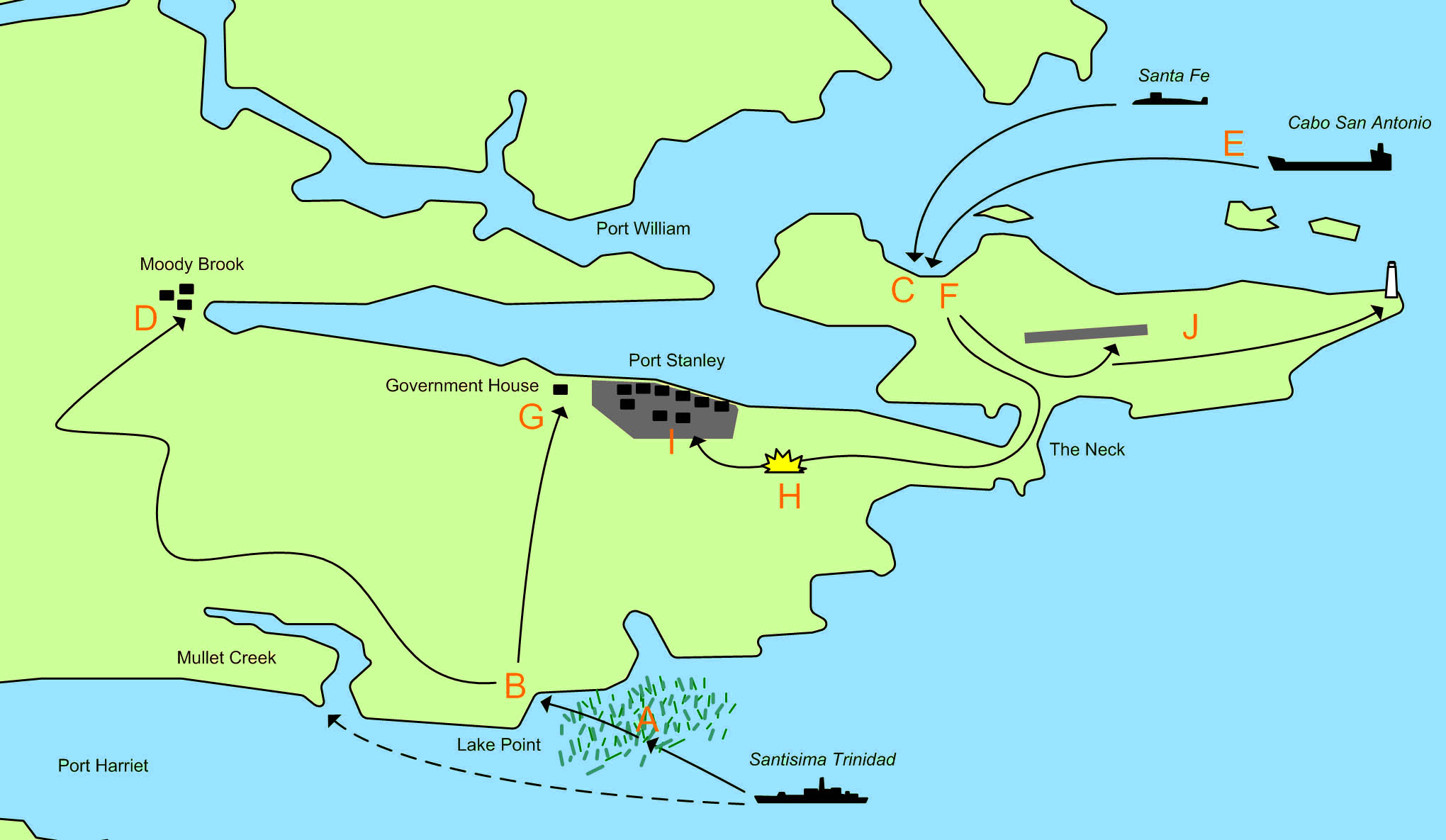
A Rosario hadművelet vázlata

A művelet eseményei a következő sorrendben követték egymást:
- A: Április 1., 21:30 Az ARA Santísima Trinidad romboló megkezdi a haditengerészeti kommandó katonáinak kirakását 21 felfújható motorcsónakba. A csónakok a Mullet Creek felé indulnak, de eltérnek északi irányba és tengeri hínármezőkbe ütköznek, amik gondokat okoznak a továbbhaladásnál. Ezért a legközelebbi alkalmas partszakaszra tartanak, ami Lake Point közelében található.
- B: Április 1., 23:00 A haditengerészeti kommandó első csoportja partot ér egy névtelen partszakaszon Lake Point közelében. Egy kisebb csoport Giachino korvettkapitány vezetésével a kormányzói épület felé indul, a főerő Sabarots korvettkapitány vezetésével a Moody Brook laktanya felé indul.
- C: Április 2., 04:30 Egy harci búvárokból álló csoport az ARA Santa Fe tengeralattjáróról indulva észrevétlenül partot ér a Yorke-öböl közelében
- D: Április 2., 05:30 Sánchez-Sabarots korvettkapitány különítménye eléri és körbeveszi a laktanyát. Géppuskatüzet vezetnek és könnygázgránátokat dobnak az épületekbe, de nem találnak ott senkit.
- E: Április 2., 06:00 20 FMC Amtrac és számos LARC-V teherszállító jármű ér partot a Yorke-öbölben a Cabo San Antonio partraszállító hajóról indulva. Az argentin alegység három részre bomlik:
-- 4 Amtrac az előőrs, az egyik egy szakasz katonát szállít—14 Amtrac a főerő—A parancsnokhelyettes vezetésével a LARC teherszállító járművek és egy Amtrac vontató
- F: Április 2., 06:30 Az előőrs nem ütközik ellenállásba. Egy szakasz biztosítja az elhagyott repülőteret, amit előzőleg a harci búvárok már elfoglaltak.
- G: Április 2., 06:30 A 16 fős argentin csoport eléri a kormányzói épületet, ahol 31 brit tengerészgyalogos, 11 tengerész és 1 helybéli lakos feltartóztatja őket. Három argentin megsérül, köztük a parancsnok Giachino korvettkapitány, aki később belehal sérüléseibe. Másik három argentint elfognak az épületben (8 óra körül), bár ekkor már megkezdődtek a tárgyalások a megadásról.
- H: Április 2., 07:15 Az argentin harcjárművek elérik Stanley-t, ahol a britek lesállást hajtanak végre ellenük géppuskákkal és páncéltörő rakétákkal. A britek elszakadnak a kormányzói épület irányába. Egy Amtrac könnyebben megrongálódik, 1 fő argentin könnyű sérült.
- I: Április 2., 08:30 Az argentin harcjárműves erő elfoglalja Stanley-t
- J: Az argentin hadsereg egy szakasza megkezdi a kifutópálya átvizsgálását, amíg a harci búvárok biztosítják a repülőteret és elfoglalják a világítótornyot.

## A brit kormányzat értesítése
1982. április 2-án, 4 óra 30 perckor Hunt kormányzó telex-kezelője a következő üzenetváltásban értesítette a brit külügyminisztériumot arról, hogy a szigetek argentin irányítás alá kerültek:
LONDON: Hello. Mik ezek a szóbeszédek, amiket hallunk? Itt Lon
FALKLANDS: Rengeteg új barátunk van
LONDON: Mi az igazság az inváziós szóbeszédekről? Itt Lon
FALKLANDS: Ők a barátok, akiket említettem
LONDON: Partra szálltak?
FALKLANDS: Szó szerint
LONDON: Képes vagy forgalmazni? A normál telex szolgáltatáson keresztül?
FALKLANDS: Erről még nincs parancs. Muszáj követnünk a parancsaikat
LONDON: Kinek a parancsait?
FALKLANDS: Az új kormányzókét
LONDON: Argentína?
FALKLANDS: Igen
LONDON: Az argentinoké az irányítás?
FALKLANDS: Igen. Nem tudunk vitatkozni több ezer katonával és hatalmas tengerészeti támogatással, amikor mi csak 1800-an vagyunk. Maradj vételkész.
Az adás ekkor megszakadt. Valószínűleg az argentin csapatok elvágták a telexvezetéket.

## Déli-Georgia szigetének elfoglalása
1982. április 3-án argentin haditengerészeti erők elfoglalták Déli-Georgia szigetét és megadásra kényszerítették a Grytviken-ben állomásozó brit tengerészgyalogosokat. A művelet argentin kódneve Georgia-művelet volt (spanyolul Operación Georgias), ismert még Grytviken-i csata néven is.
A sziget elfoglalására kirendelt argentin erő, a 60.1 harci kötelék az ARA Bahía Paraiso antarktiszi járőrhajóból (amely ekkor már a sziget közelében tartózkodott) valamint az ARA Guerrico korvettből állt, ez utóbbi fedélzetén egy Puma és egy Alouette III típusú helikopterrel és 40 tengerészgyalogossal. Az ARA Drummond és ARA Granville korvettek kordonfeladatot láttak el a Falkland-szigetek és Déli-Georgia között, hogy elfogják az HMS Endurance antarktiszi őrhajót, ha Stanley felé indul.
A művelet végrehajtását az argentin hadvezetés április 2-ára tervezte, de az ARA Guerrico a viharos időjárás miatt késett, így az időpontot egy nappal elhalasztották.
Stanley bevételéről értesülve a Déli-Georgián állomásozó brit haditengerészek parancsnoka, Keith Mills hadnagy drótakadályokat és taposóaknákat telepíttetett a kikötőhöz közeli partszakaszon King Edward Point-nál és megszervezte a Brit Antarktiszi Kutatóállomás épületeinek védelmét. Az HMS Endurance néhány kilométerre a kikötőtől átjátszóállomásként biztosította az összeköttetést a tengerészgyalogosok és London között. A harcérintkezés szabályainak módosítása szerint a britek önvédelemből, figyelmeztetést követően nyithattak tüzet. Egy brit kormányzati intézkedés pedig elrendelte, hogy "ne álljanak ellen azon a ponton túl, ahol az emberi élet veszélyeztetése már hasztalan".
Miután 7 óra 30 perckor hiába szólították fel megadásra a briteket, 11 óra 41 perckor 15 argentin tengerészgyalogos került légi úton kijuttatásra a szigetre. A második fordulóját teljesítő helikoptert a britek intenzív kézifegyvertűzzel megrongálták, ami kényszerleszállást hajtott végre, ennek során két argentin katona meghalt, négy megsebesült. Az argentin erők felvették a tűzharcot a britekkel.
Az ARA Guerrico korvett, miután a szigeten harcoló argentin csapat tűztámogatást kért, befutott a kikötő öblébe és tüzet nyitott. Több fedélzeti fegyverrel is probléma adódott, eközben a brit tengerészgyalogosok kézifegyvertűzzel és 84 mm-es páncéltörő gránátokkal eltalálták a hajót. Az ARA Guerrico visszavonult a brit fegyverek lőtávolságán kívülre és ismét tüzet nyitott a 100 mm-es ágyújával.
Mivel a további ellenállásnak nem volt értelme és "elérte a célját, hogy az argentin csapatokat katonai erő használatára kényszerítette", 12 óra 48 perckor Mills hadnagy letette a fegyvert.

## Az ENSZ Biztonsági Tanácsának reakciója
1982. április 3-án az ENSZ Biztonsági Tanácsa (az 5 állandó tagon kívül Lengyelország, Spanyolország, Írország, Panama, Guyana, Japán, Jordánia, Uganda, Zaire és Togo részvételével) elfogadta az 502. számú határozatot, amely követelte az argentin csapatok azonnali kivonását a Falkland-szigetekről, felszólította az Egyesült Királyság és Argentína kormányát a helyzet diplomáciai rendezésére és a további katonai műveletektől való tartózkodásra. 
Panama a határozat ellen szavazott, a Szovjetunió, Kína, Lengyelország és Spanyolország tartózkodott, a másik tíz tagállam a határozat mellett voksolt.

## Fordítás
- Ez a szócikk részben vagy egészben  a(z)   1982 invasion of the Falkland Islands című angol Wikipédia-szócikk fordításán alapul.  Az eredeti cikk szerkesztőit annak laptörténete sorolja fel. Ez a jelzés csupán a megfogalmazás eredetét és a szerzői jogokat jelzi, nem szolgál a cikkben szereplő információk forrásmegjelöléseként.